# 勝てば官軍
勝てば官軍（かてばかんぐん）は、明治時代の日本からのことわざ。明治維新と第二次世界大戦で用いられる。

## 概要
争いでは結局は勝った側が正しい存在であり、負けた側は間違った存在になってしまうということを意味する。このことから、争いが行われた場合には道理やどちらの主張が正しいかで、どちらの側が正しいとの判断はされなくなるということである。
戦争というものには本来は双方に大義名分があるだろうけど、歴史上での戦争というのは勝った側に基づいて書かれてきた傾向があり、このことから勝った側は正義に基づいて戦ってきたからこそ戦争に勝つことができたと後世に伝えられてきている傾向がある。

## 歴史

### 明治維新
この勝てば官軍と言うことわざは、1877年に大江卓が詠んだ漢詩から来ている。この時代の日本は明治維新であり、日本国内では薩長軍と幕府軍による内戦が行われていた時代であった。その時代に大江卓は西南戦争で薩長軍の勝利を聞いて漢詩を詠み、この漢詩の中に勝てば官軍として迎えられるというようなことが書かれており、ここから勝てば官軍という言葉が広まって行った。

### 第二次世界大戦
明治維新以降、日本は日清戦争、義和団の乱、日露戦争、第一次世界大戦（青島の戦い）などの戦いに参戦し、次々と勝利を獲得した。例えば、日清戦争では敗戦国の清に対して、法外的な賠償金と領土の割譲と占領を日本が実施または要求し、旅順虐殺事件などを引き起こしても、結果としては日本側が戦勝国であったため、国際社会から問題視される事は一部を除いて無かった。
しかし、1932年の五・一五事件以降、政党政治の終わりを告げ、1940年以降は大政翼賛会による挙国一致内閣体制（事実上の軍事独裁体制）となった日本は、1945年に第二次世界大戦の敗戦国となった。大義名分があったものの、1932年から1945年までの日本（所謂、戦前の昭和）は、現在に至るまで世界で否定され続け、ナチス・ドイツのハーケンクロイツのように大政翼賛会の旗も、国際社会や日本国内でも掲げられることは禁止させられている。

## 意見
松下幸之助は勝てば官軍ということを否定している。松下幸之助の親戚にあたる人物で専務であった人物が、江口克彦に経営は絶対に勝たないと駄目であり、結局は利益であるため、いかなる方法であろうとも結果を出すという考えでなければ駄目であると語ったことがある。この際に江口は反論して、確かに利益を上げなければならないが、いかなる方法でもいいというのは言い過ぎではないかと返した。これに対して専務は、君は経営者ではなくて経営の厳しさを知らないからそんなことを言っているのだと声を大きくして返した。それから江口は反論して、法律違反ではなくても人道に反してでも勝つというのは間違いで、勝てば官軍というのは許されず、これは経営者の考えることではないと返した。そうすると専務は激高して、経営を知らない者が無責任にそのようなことを言うべきではなく、勝てば官軍でよく、経営とはそのようなものであると返した。この言い合いは横で松下幸之助が寝ている場所で行われていた。それから1ヵ月後に松下幸之助と江口が話しているときに、松下は昔話を始めて、それは松下が店を始めた頃に1つの製品の度が過ぎた激しい乱売競争が行われていたときのことであった。最初は松下はこの乱売競争に参加しなかったが、やがて多くの店も乱売競争に参加することになったため松下も参加しようかと考えた。この時に縁のある真言宗の僧に相談をすれば、その僧はあなたがそこまで思い立っているならばやればいいが、それは大将のすることではないと述べた。そうして松下は乱売競争に参加しないことにしたという昔話を江口に語った。そして続いて松下は江口に、結果を出せば良いや、結果だけが商売であるという考えは間違いであり、勝てば官軍であるという商売は結局は失敗すると語った。